# Gabriela Arguedas
Gabriela Arguedas Ramírez (n. 1972) es una bioeticista, farmacéutica, docente y activista costarricense. Es profesora de la Escuela de Filosofía e investigadora del Centro de Investigaciones y Estudios de la Mujer (CIEM) de la Universidad de Costa Rica. Entre los temas que ha investigado está la violencia de género y específicamente la violencia obstétrica, de manera particular en Costa Rica. Es además consultora en derechos humanos, especialista en propiedad intelectual y colaboradora de la revista Paquidermo.

## Trayectoria
Se licenció y doctoró en farmacia en la Universidad de Costa Rica (1997).
Se especializó en Propiedad Intelectual por la UNU-Biolac de la UNESCO ( 2007) y por la Organización Mundial de la Propiedad Intelectual, (2008). En 2007 realizó una pasantía en el Instituto Mexicano de la Propiedad Industrial y diversos cursos de capacitación del Registro Nacional de la Propiedad en coordinación con la Oficina Española de Patentes y con la Oficina Europea de Patentes (2006- 2007).
Desde el año 2010 es profesora de la Escuela de Filosofía de la Universidad de Costa Rica. Asumió las materias de ética profesional para ciencias de la salud, introducción a la bioética, ética y educación sexual, introducción a la ética como profesora asociada.
En 2013 se incorporó como investigadora del Centro de Investigación en Estudios de la Mujer de la Universidad de Costa Rica. Entre sus investigaciones se encuentran la “Genealogía de la violencia y el poder obstétrico” y “Hambre, género y ecofeminismo". En la actualidad está desarrollando la tesis doctoral en el campo de los estudios culturales. Su tesis de maestría trata sobre los problemas éticos asociados a las patentes sobre el material genético. El trabajo de investigación doctoral gira en torno a la justicia, el hambre y la producción de subjetividad.
Colabora con el Observatorio sobre Religión y Asuntos Públicos en América Latina coordina el Grupo de Trabajo en Ética Aplicada, en la Escuela de Filosofía.

## Investigación sobre violencia obstétrica en Centroamérica
Arguedas ha participado en un proyecto de investigación, sobre la violencia obstétrica en Centroamérica. Ella la define como 
un conjunto de prácticas que degrada, intimida y oprime a las mujeres y a las niñas en el ámbito de la atención en salud reproductiva y, de manera mucho más intensa, en el período del embarazo, parto y postparto.

## Publicaciones
- Arguedas, G. & Sagot, M. Situación de los derechos humanos de poblaciones históricamente discriminadas en Costa Rica: un análisis desde el marco de la justicia. Instituto Interamericano de Derechos Humanos. 2013.